# Копальня Жуан-ді-Нова
Копальня Жуан-ді-Нова — колишній гірничодобувний майданчик на острові Жуан-ді-Нова у центральній частині Мозамбіцької протоки (французька адміністративна одиниця Розсіяні острови в Індійському океані).
Жуан-ді-Нова був джерелом фосфоритного гуано (такого, що втратило більшість азоту та перетворилось на фосфорне добриво), яке в середньому містило 29 % P2O5. Є відомості, що першу ліцензію на розробку гуано тривалістю 20 років видали у 1900-му і станом на 1923 рік вивезений з Жуан-ді-Нова обсяг добрива оцінювався у 53 тисячі тонн.
Наступний етап видобутку почався у 1922-му та тривав до 1940 року, при цьому всього вилучили 122 тисячі тонн із піковим показником 13 тисяч тонн в 1929 році. Розробка велась відкритим способом з використанням ручної праці, а робітників вербували на Сейшельських островах. У межах острова проклали залізничну колію, по якій продукцію транспортували до пристані.
У 1952-му ліцензію на розробку гуано отримала компанія SOFIM, що мала право на компенсацію у випадку, якщо держава відкличе дозвіл. Одне з джерел зазначає, що з 1952 по 1967 роки з Жуан-ді-Нова експортовано до Маврикію та Південної Африки 16 тисяч тонн добрива, втім, інше джерело вказує, що лише в періоді з 1952 по 1960 роки в середньому виробляли 6071 тонну гуано на рік.
Робітників набирали на Маврикії та Сейшельських островах, після чого вони потрапляли в умови, що радше нагадували рабську працю. Якщо працівник не виконував денну норму йому взагалі не нараховувались виплати за цей день. Застосовували тілесні покарання, причому наділені таким правом наглядачі належали до осіб з сумнівною мораллю. Такий стан справ час від часу призводив до заворушень, що завершилось повстанням у вересні 1968-го та вимусило викликати з Рейюньйону поліцію. Оскільки негативні чутки про SOFIM набули поширення, того ж 1968-го ліцензія була анульована (а власник SOFIM отримав компенсацію у 45 мільйонів франків КФА).